# Юсупов Ринат Мухаметович
Рина́т Мухаме́тович Юсу́пов (башк. Ринат Мөхәммәт улы Йосопов; нар. 13 листопада 1951, Ісянгулово — пом. 15 січня 2011, Уфа) — радянський, російський і башкирський учений, антрополог, етнограф. Кандидат історичних наук. Заслужений працівник культури РБ.

## Біографія
Народився 12 листопада 1951 року в селі Ісянгулово Зіанчуринського району Башкирської АРСР.
1975 року закінчив Башкирський медичний інститут.
У 1977-1979 роках — аспірант відділу антропології Ленінградської частини Інституту етнографії ім. М. М. Миклухо-Маклая АН СРСР (під кер. І. І. Гохмана), спеціалізація — краніологія.
Із 1979 року працює у Відділі етнографії та антропології Інституту історії, мови і літератури Башкирської філії АН СРСР.
У 1982 році захистив кандидатську дисертацію «Антропологічний склад башкирів за даними краніології».
У 1993-2011 — завідувач відділу етнології і антропології ІІМЛ УНЦ РАН.

## Наукова робота
Ринат Юсупов — основоположник башкирської школи антропології стародавнього і сучасного населення Південного Уралу та засновник найбільшої в Росії краніологічної колекції щодо башкирів Республіки Башкортостан і сусідніх областей (понад 1 500 черепів). Організатор і учасник 14 антропологічних експедицій, у тому числі двох міжнародних (1983, 1989). Коло наукових інтересів: антропологія, етнографія, етнічна історія башкирів. Його наукові дослідження присвячені палеоантропології населення Південного Уралу, антропології та етнології башкирів. Загалом брав участь у понад 30 антропологічних і низці етнографічних експедицій по РБ, Курганській, Оренбурзькій, Пермській, Самарській, Саратовській та Челябінській областях. Зібраний ним антропологічний матеріал склав основу краніологічної колекції, що включає 1,5 тис. одиниць з епохи бронзи до сучасності та зберігається в ІІМЛ УНЦ РАН, у Музеї археології та етнографії УНЦ РАН та ін. 
Автор понад 200 наукових праць, зокрема монографій:
- Краниология башкир. Л., 1989;
- «Материалы по краниологии башкир» (1989);
- «Краниология женской субпопуляции башкир» (2002);
- Башкиры: этническая история и традиционная культура. Уфа, 2002 (соавт.)
- Башкиры-гайнинцы Пермского края: история, этнография, антропология, этногеномика. Уфа, 2008 (соавт.)

Упорядник і автор тематичних збірників:
- «Сравнительная антропология башкирского народа»,
- «Антропология и популяционная генетика башкир» (1987),
- «Материалы к антропологии Уральской расы» (1991).

Його дослідження з антропології регіону опубліковані в наукових виданнях Фінляндії, Швеції, Америки, Хорватії, Італії.
- Член асоціації етнографів і антропологів Росії (Москва),
- Член Європейської асоціації антропологів (Брюссель).

З 2011 в Уфі проводяться Юсуповські читання.